# Glee: The Music, Volume 6
Glee: The Music, Volume 6 je soundtrackové album z amerického muzikálového televizního seriálu Glee. Album obsahuje coververze písní, které zazněly v posledních šesti epizodách druhé série seriálu. Album vyšlo 23. května 2011 přes vydavatelství Columbia Records a Twentieth Century Fox.

## Tracklist
| Číslo skladby | Název skladby                                    | Autoři skladby                                                                                        | Původní interpret(i)                 | Délka |
| ------------- | ------------------------------------------------ | --- | ------------------------------------ | ----- |
| 1             | „Turning Tables“ (featuring Gwyneth Paltrow)     | Adele, Ryan Tedder                                                                                    | Adele                                | 4:06  |
| 2             | „I Feel Pretty/Unpretty“                         | Leonard Bernstein, Stephen Sondheim / Corey Glover, Michael Cirincione, Dallas Austin, Tionne Watkins | West Side Story/ TLC                 | 3:59  |
| 3             | „As If We Never Said Goodbye“                    | Don Black, Christopher Hampton, Andrew Lloyd Webber                                                   | Sunset Boulevard                     | 4:54  |
| 4             | Born This Way                                    | Stefani Germanotta, Jeppe Laursen, Paul Blair, Fernando Garibay                                       | Lady Gaga                            | 4:06  |
| 5             | „Dreams“ (featuring Kristin Chenoweth)           | Stevie Nicks                                                                                          | Fleetwood Mac                        | 4:16  |
| 6             | „Songbird“                                       | Christine McVie                                                                                       | Fleetwood Mac                        | 3:18  |
| 7             | „Go Your Own Way“                                | Lindsey Buckingham                                                                                    | Fleetwood Mac                        | 3:41  |
| 8             | „Don't Stop“                                     | Christine McVie                                                                                       | Fleetwood Mac                        | 3:18  |
| 9             | „Rolling In The Deep“ (featuring Jonathan Groff) | Adele, Paul Epworth                                                                                   | Adele                                | 3:24  |
| 10            | „Isn't She Lovely“                               | Stevie Wonder                                                                                         | Stevie Wonder                        | 1:28  |
| 11            | „Dancing Queen“                                  | Benny Andersson, Björn Ulvaeus, Stig Anderson                                                         | ABBA                                 | 3:39  |
| 12            | „Try a Little Tenderness“                        | Irving King, Harry M. Woods                                                                           | Otis Redding                         | 4:01  |
| 13            | „My Man“                                         | Jacques Charles, Channing Pollack, Albert Willemetz, Maurice Yvain                                    | Barbra Streisand ve filmu Funny Girl | 2:15  |
| 14            | „Pure Imagination“                               | Leslie Bricusse, Anthony Newley                                                                       | Z filmu Karlík a továrna na čokoládu | 3:18  |
| 15            | „Bella Notte“                                    | Peggy Lee, Sonny Burke                                                                                | Z filmu Lady a Tramp                 | 2:31  |
| 16            | „As Long as You're There“                        | Adam Anders, Peer Åström, Claude Kelly                                                                | Původní píseň                        | 4:16  |
| 17            | „Pretending“                                     | Anders, Åström, Shelly Peiken                                                                         | Původní píseň                        | 3:57  |
| 18            | „Light Up the World“                             | Anders, Åström, Max Martin, Shellback, Savan Kotecha                                                  | Původní píseň                        | 3:43  |

## Interpreti
- Dianna Agron
- Chris Colfer
- Jane Lynch
- Jayma Mays
- Kevin McHale
- Lea Michele
- Cory Monteith
- Heather Morris
- Matthew Morrison
- Amber Riley
- Naya Rivera
- Mark Salling
- Jenna Ushkowitz

### Hostující interpreti
- Charice
- Kristin Chenoweth
- Darren Criss
- Jonathan Groff
- Chord Overstreet
- Gwyneth Paltrow

### Vokály
- Adam Anders
- Alex Anders
- Nikki Anders
- Kala Balch
- Shoshana Bean
- Ravaughn Brown
- Kamari Copeland
- Tim Davis
- Storm Lee
- David Loucks
- Jeanette Olsson
- Drew Ryan Scott
- Onitsha Shaw
- Windy Wagner

## Datum vydání
| Oblast                 | Datum vydání    | Formát(y)               |
| ---------------------- | --------------- | ----------------------- |
| Kanada                 | 23. května 2011 | CD, dostupno ke stažení |
| Spojené státy americké | 23. května 2011 | CD, dostupno ke stažení |
| Austrálie              | 27. května 2011 | Dostupno ke stažení     |
| Irsko                  | 27. května 2011 | Dostupno ke stažení     |
| Nový Zéland            | 30. května 2011 | Dostupno ke stažení     |
| Spojené království     | 6. června 2011  | Dostupno ke stažení     |
| Itálie                 | 25. října 2011  | CD, dostupno ke stažení |